# یانیکی کروسه
یانیکی کروسه (نروژی: Jannike Kruse؛ زادهٔ ۱۶ ژوئن ۱۹۷۵) هنرپیشه، خواننده، و موزیسین جاز اهل نروژ است.
از فیلم‌هایی که وی در آن‌ها نقش داشته است، می‌توان به یک مرد تا حدی مهربان اشاره نمود.